# Boroecia alaska
Boroecia alaska is een mosselkreeftjessoort uit de familie van de Halocyprididae. De wetenschappelijke naam van de soort is voor het eerst geldig gepubliceerd door Angel & Blachowiak-Samoly.